# Anna Michońska-Stadnik
Anna Michońska-Stadnik (ur. 1953 r.) – polska filolog angielska, specjalizująca się w glottodydaktyce, językoznawstwie stosowanej, metodyce nauczania; nauczycielka akademicka związana z uczelniami we Wrocławiu i Jeleniej Górze.

## Życiorys
Studiowała na kierunku filologia angielska na Uniwersytecie Wrocławskim. W 1977 roku otrzymała tytuł zawodowy magistra w zakresie literatury współczesnej. Bezpośrednio potem rozpoczęła pracę zawodową jako nauczycielka języka angielskiego w VII Liceum Ogólnokształcącym we Wrocławiu. W 1980 roku została zatrudniona w macierzystej uczelni, gdzie pracuje. Zainteresowana jest językoznawstwem stosowanym, a w szczególności teorią i praktyką nauczania języków obcych. W roku akademickim 1984/1985, po otrzymaniu stypendium British Council, studiowała na Victoria University of Manchester, gdzie uzyskała tytuł magistra w zakresie nauczania języka angielskiego jako obcego. W 1989 roku uzyskała na Uniwersytecie Wrocławskim stopień naukowy doktora nauk humanistycznych w zakresie językoznawstwa na podstawie pracy pt. Basic theoretical principles for an English beginners’ course in Poland and their practical applications., napisanej pod kierunkiem prof. Jana Rusieckiego. W 1997 roku Rada Wydziału Filologicznego Uniwersytetu Wrocławskiego nadała jej stopień naukowy doktora habilitowanego nauk humanistycznych w zakresie językoznawstwa o specjalności językoznawstwo angielskie, na podstawie rozprawy nt. Strategie uczenia się i autonomia ucznia w warunkach szkolnych. W 2015 roku prezydent Polski Bronisław Komorowski nadał jej tytuł profesora nauk humanistycznych.
Poza działalnością naukowo-dydaktyczną pełniła liczne funkcję administracyjne w Instytucie Filologii Angielskiej Uniwersytetu Wrocławskiego, będąc jego wicedyrektorem ds. studenckich (1989-1997), a następnie dyrektorem w latach 1997-2002. Kieruje Zakładem Glottodydaktyki. Poza Uniwersytetem Wrocławskim pracuje także jako profesor nadzwyczajny na Wydziale Nauk Humanistycznych i Społecznych Karkonoskiej Państwowej Szkole Wyższej w Jeleniej Górze.
Anna Michońska-Stadnik prowadzi badania w zakresie uwarunkowań sukcesu w uczeniu się języków obcych oraz zajmuje się metodologią badawczą stosowaną w glottodydaktyce. Jej dorobek naukowy obejmuje ponad 70 pozycji, w tym 4 książki monograficzne o charakterze naukowym (jedna we współautorstwie), jedna książka popularno-naukowa, 3 książki współredagowane, 5 recenzji jak i również około 60 artykułów naukowych. Uczestniczyła w ponad 50 konferencjach naukowych w kraju i za granicą z referatami. Do tej pory wypromowała 17 doktorów. Jest również aktywna w Polskim Towarzystwie Neofilologicznym i jego wiceprzewodniczącą od 2010 roku.
Za swoją działalność została odznaczona m.in.: Medalem Komisji Edukacji Narodowej w 2006 roku oraz Złotym Medalem za Długoletnią Służbę w 2013 roku.